# Helen Wang
Helen Kay Wang (1965) es una sinóloga y traductora inglesa. Trabaja como conservadora de la numismática de Asia Oriental en el Museo británico en Londres. Ha publicado un gran número de traducciones literarias del chino.

## Biografía
Wang Tiene una licenciatura en chino por la Escuela de Estudios Orientales y Africanos (SOAS) de la Universidad de Londres (1988, incluyendo un año en el Instituto de Lengua de la Beijing, 1984–1985). Tiene un doctorado en arqueología por el University College de Londres, con una tesis sobre el dinero en la Ruta de la Seda.
En 1991 Wang se unió al personal del Museo Británico como  ayudante de Joe Cribb en la sección asiática del Departamento de Monedas y Medallas. En 1993, empezó a encargarse de la sección de moneda de Asia Oriental. Fue co-secretaria honoraria de la Real Sociedad de Numismática británica entre 2011 y 2016, Vicepresidnete en 2018. También es editora de Zhongguo Qianbi 《中国钱币》 (China Numismatics), la revista de la Sociedad Numismática China. En 2016, Wang fue elegida como miembro de la Asociación Internacional para el Estudio de los Textiles de la Ruta de la Seda (IASSRT). Desde 2017,  hace divulgación de numismática china a través del blog "Money Matters".
Wang está casada con el arqueólogo chino Wang Tao, con quien  tiene dos hijos.

## Traducciones literarias
Las primeras traducciones literarias publicadas de Wang  fueron al principio de la década de 1990: cuentos y ensayos por Yu Hua, Zhang Chengzhi, Ma Yuan, Du Ma y Zhang Langlang. Después de un descanso en su vida profesional,  regresó a la traducción en la década de 2010, traduciendo más historias cortas, ensayos y cuentos infantiles. Además trabaja en colaboración con el Club de Libro de Ficción de China (con Nicky Harman), Paper Republic y Global Literature in Libraries. En 2016, Wang cofundó el grupo Libros chinos para Lectores Jóvenes con Anna Gustafsson Chen y Minjie Chen. De 2012-2015  fue miembro  del Comité de la Asociación de Traductores. Ha sido jueza de tres competiciones de traducción Writing Chinese de la Universidad de Leeds.

## Premios
- 2019 Jeton de Vermeil por el la Sociedad Francesa de Numismática[12]
- 2019 Nominada al GLLI GLLI Translated YA Book Prize, por Bronce y Girasol[13]
- 2017 Premio Marsh Christian de Literatura Infantil en traducción, por Bronce y Girasol, de Cao Wenxuan[14]
- 2017 Chen Bochui International Children's Literature Award  por su trabajo en la traducción de literatura infantil china.[15]
- 2017 Finalisat del Premio Kirkus, categoría en jóvenes lectores, por Bronce y Girasol[16]
- 2017 Nominada al premio YALSA de mejor ficción para jóvenes- por Bronce y Girasol[17]
- 2017 New York Times Notable Children's Books - por Bronce y Girasol[18]
- 2017 Center for the Study of Multicultural Children's Literature - Mejor libro de 2017 - por Bronce y Girasol[19]
- 2015 Beca de traducción de English PEN Writers - por Bronce y Girasol[20]

## Obras

### Libros
- 2013 Textiles as Money on the Silk Road (co-ed. con Valerie Hansen, 2013)[21]
- 2012 Sir Aurel Stein, Colleagues and Collections (ed., 2012)[22]
- 2012 The Music of Ink (Saffron Books)
- 2010 A Catalogue of the Japanese Coin Collection (pre-Meiji) at the British Museum, with special reference to Kutsuki Masatsuna (co-ed. con Shin'ichi Sakuraki, Peter Kornicki, Nobuhisa Furuta, Timon Screech y Joe Cribb)[23]
- 2008 Chairman Mao Badges: Symbols and Slogans of the Cultural Revolution (2008)[24]
- 2008 Handbook to the Collections of Sir Aurel Stein in the UK (co-ed. con John Perkins, 2008)[25]
- 2007 Catalogue of the Collections of Sir Aurel Stein in the Library of the Hungarian Academy of Sciences (co-ed. with Eva Apor, 2007),[26] y su Supplement (co-ed. con Eva Apor, 2009)[27]
- 2007 Textiles from Dunhuang in UK Collections (co-ed. con Zhao Feng et al, 2007)[28]
- 2004 Money on the Silk Road: The Evidence from Eastern Central Asia to c. AD 800, with a catalogue of the coins collected by Sir Aurel Stein (2004)[29]
- 2004 Sir Aurel Stein in The Times (ed., 2004)[30]

### Traducciones
- 2017 The Ventriloquist's Daughter, de Lin Man-Chiu (Balestier Press, 2017) -- 林满秋：《腹语师的女儿》
- 2015 Bronze and Sunflower, de  Cao Wenxuan (Walker Books, UK, 2015; Candlewick Press, USA, 2016) -- 曹文轩：青铜葵花》
- 2012 Jackal and Wolf, de Shen Shixi (Egmont, UK, 2012) -- 沈石溪：《红豺》